# Tedania macrodactyla
Tedania macrodactyla är en svampdjursart som först beskrevs av Jean-Baptiste Lamarck 1814.  Tedania macrodactyla ingår i släktet Tedania och familjen Tedaniidae.
Artens utbredningsområde är Indiska oceanen. Inga underarter finns listade i Catalogue of Life.